# Christo Sacrum

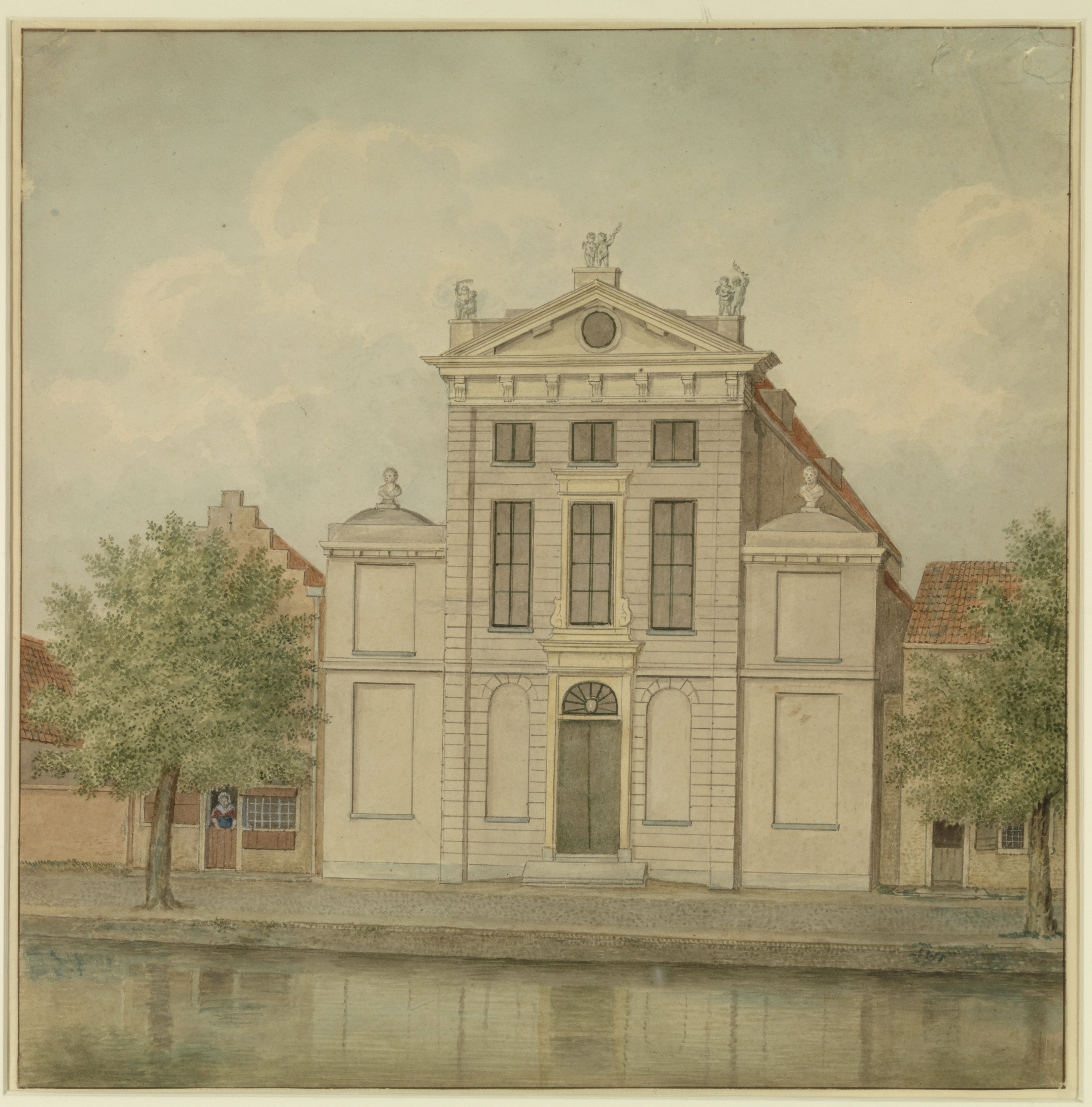
Christo Sacrum door Isaac van Haastert, coll. SA Delft

Christo Sacrum was een godsdienstig genootschap in de Nederlandse stad Delft dat heeft bestaan van 1797 tot 1838. De interconfessionele geloofsgemeenschap werd opgericht door Jacob Hendrik Onderdewijngaart Canzius en Isaac van Haastert.
De totstandkoming van Christo Sacrum kan worden gezien als een voorbeeld van de privatisering van de godsdienst in Nederland na de officiële scheiding van kerk en staat in 1796.

## Geschiedenis

### Geheim genootschap
Aanvankelijk werd Christo Sacrum ('Aan Christus gewijd') opgericht als een geheim genootschap. Op de avond van eerste kerstdag 1797 kwamen zeven leden van een groep diakenen en oud-diakenen uit de Waalse gemeente in Delft in een woning aan de Oude Delft bijeen. Het gezelschap, dat bestond uit voornamelijk universitair opgeleide jongemannen, noemde zich 'La Confraternité'. De groep kwam bijeen om te discussiëren over 'zedelijke vraagstukken'. De kerk leek geen antwoord te hebben op het toenemende ongeloof, en deze groep overwegend jonge mannen, waarvan een aantal vrijmetselaar was, dacht daar met een geprivatiseerd genootschap verandering in te kunnen brengen. De zeven, met Jacob Hendrik Onderdewijngaart Canzius als voorzitter, beoogden algemene waarden van het christelijke geloof in samenhang te brengen met de rede. Hoewel het evangelie als leidraad werd gezien, speelden elementen uit de Verlichting zoals het belang van de natuurwetenschappen en bepaalde politieke ideeën eveneens een belangrijke rol.
In 1798 werd de van huis uit hervormde dichter, tekenaar en schilder Isaac van Haastert voorgedragen als lid en niet lang daarna opgenomen in het bestuur. Hij en Canzius schreven een stuk over de 'gronden en bedoelingen des genootschaps' en vormden jaren achtereen het bestuur.
Mr. Jacob Hendrik Onderdewijngaart Canzius (1771-1838) was behalve voorzitter ook de geldschieter van het initiatief. De advocaat en notaris was eerder - evenals zijn vader - als orangist uit publieke functies geweerd, en zette een instrumentmakerij op.

### In de openbaarheid
Het uitgangspunt van het genootschap was tegenstellingen tussen diverse godsdienstige stromingen op te heffen door de christelijke leer te ontdoen van alle menselijke toevoegingen, dogma’s etc.  In theorie konden personen uit alle kerken lid worden, zonder afstand te hoeven doen van het lidmaatschap van de 'eigen' kerk. In de praktijk waren de meeste leden, vooral personen uit de bovenlaag van de Delftse bevolking, afkomstig van de hervormde gemeente en de Waalse hervormde gemeente. Toch waren er ook enkele leden afkomstig uit de rooms-katholieke kerk. 
Hoewel het bestaan ervan algemeen bekend was bij de Delftse bevolking, leidde het 'geheime' genootschap tot speculaties over de herkomst van tot dan toe anonieme traktaatjes. Om die reden werd in de bestuursvergadering in december 1800 besloten naar buiten te treden. Hier waren twee medeoprichters, Michiel van Hoecke en Jan van Koetsveld het niet mee eens en zij verlieten het genootschap.  In die tijd bestond het genootschap uit zo'n dertig leden.
Begin 1801 trad het genootschap uit de anonimiteit middels een geschrift waaruit een interconfessionele opzet sprak, getiteld 'Het Genootschap Christo Sacrum binnen Delft', uitgegeven door J. van Thoir te Leiden.
Als gevolg van de stap naar openbaarheid liep in de eerste weken van 1801 het ledenaantal kortstondig terug naar 21 leden, maar herstelde dit snel weer door het besluit van het bestuur op 14 februari 1801 voortaan ook vrouwen als lid toe te laten tot het genootschap.  
In 1802 bracht het genootschap nog een geschrift uit, 'Gronden en Wetten van het genootschap Christo Sacrum opgericht binnen Delft', in een oplage van 3000 exemplaren.

### Kritiek
Van Haastert en Onderdewijngaart Canzius waren beiden voorganger, maar er was vanuit de bestaande - hervormde en katholieke - kerken veel kritiek. Godsdienstige gezelschappen waren binnen de hervormde kerk niet ongewoon, maar men had er grote moeite mee dat door het genootschap kinderen werden gedoopt en het avondmaal werd gevierd, terwijl deze voorgangers daartoe niet bevoegd waren vanuit het standpunt van de kerk. Geen van beide voorgangers had theologische scholing genoten.

### Kerkgebouw
De eerste leden nodigden vrienden en relaties uit om kennis te maken met de uitgangspunten en de godsdienstoefeningen. Aanvankelijk groeide het genootschap gestaag. De gemiddelde economische draagkracht per lid zal ver boven die van andere kerkgenootschappen zijn geweest. In 1802 kon het genootschap een huis aan het Rietveld kopen, dat tot kerk (of tempel) werd verbouwd, in neoclassicistische stijl.  De inwijding van het kerkgebouw, waar plaats was voor ruim driehonderd gelovigen, vond plaats op op 5 maart 1802, onder bescherming van de politie, om met plundering dreigende burgers op afstand te houden.

### Einde
In 1811, het jaar waarin de laatste doop plaatsvond in het gebouw, was Christo Sacrum uitgegroeid tot 120 leden, maar het faillissement van de instrumentenfabriek van voorganger Onderdewijngaart Canzius leidde het verval in. Er kwamen weinig of geen nieuwe leden meer bij, en de daling zette in door overlijden en vertrek. Onderdewijngaart Canzius was sinds het faillissement van zijn instrumentmakerij steeds minder frequent aanwezig. Zijn benoeming in 1826 door koning Willem I tot directeur van het Rijksmuseum van Kunst en Volksvlijt in Brussel zal daaraan hebben bijgedragen.
In 1822 hield het genootschap zijn vijfentwintigjarig bestaan met een eredienst, geleid door Onderdewijngaart Canzius, voor een aanzienlijk aantal leden. Ondanks eerdere kritiek waren bij deze gelegenheid vertegenwoordigers van de Hervormde, Evangelisch-Lutherse, Remonstrantse en Doopsgezinde gemeenten welwillend aanwezig, waarover werd bericht als een 'feest der Christelijke toenadering'.
Met het overlijden van Van Haastert in 1834 kwam het einde van Christo Sacrum in zicht. Het kerkgenootschap hield kort daarna op te staan, wegens gebrek aan belangstelling, te hoge financiële lasten voor de overgebleven leden en een voortdurende kritiek van de kant van de hervormde en katholieke voorgangers in de stad.
Het definitieve einde kwam in 1838, toen de roerende en onroerende goederen, waaronder kerkgebouw, erf en orgel, in logement De Gouden Molen per opbod werden verkocht en de overblijvende bestuursleden de resterende schulden onder elkaar verdeelden. Op de dag van de overdracht aan aannemer Metzelaar overleed Onderdewijngaart Canzius.  
Het gebouw werd ten dele afgebroken en op de plaats van het voormalige schip van de kerk werd een aantal huizen gebouwd, een hofje dat - net als de kerk - in de volksmond 'Kris-kras' werd genoemd. In 1938 werd het hofje met inmiddels verwaarloosde woningen gesloopt, om plaats te maken voor een nieuw pand voor de Delftsche Melkcentrale.

## Afbeeldingen

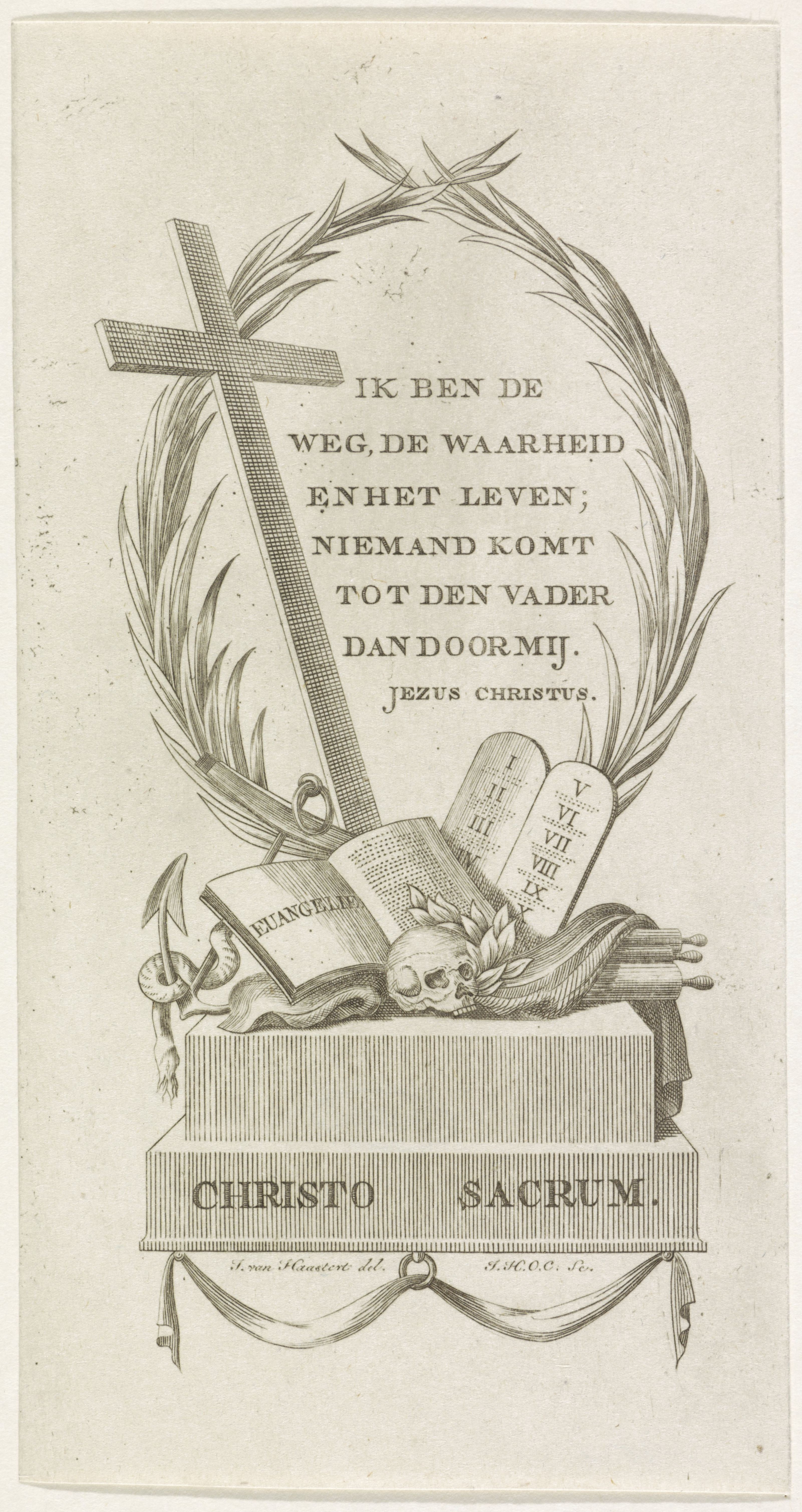
Allegorie van het Genootschap Christo Sacrum te Delft, I. van Haastert ca. 1800, coll. Rijksmuseum
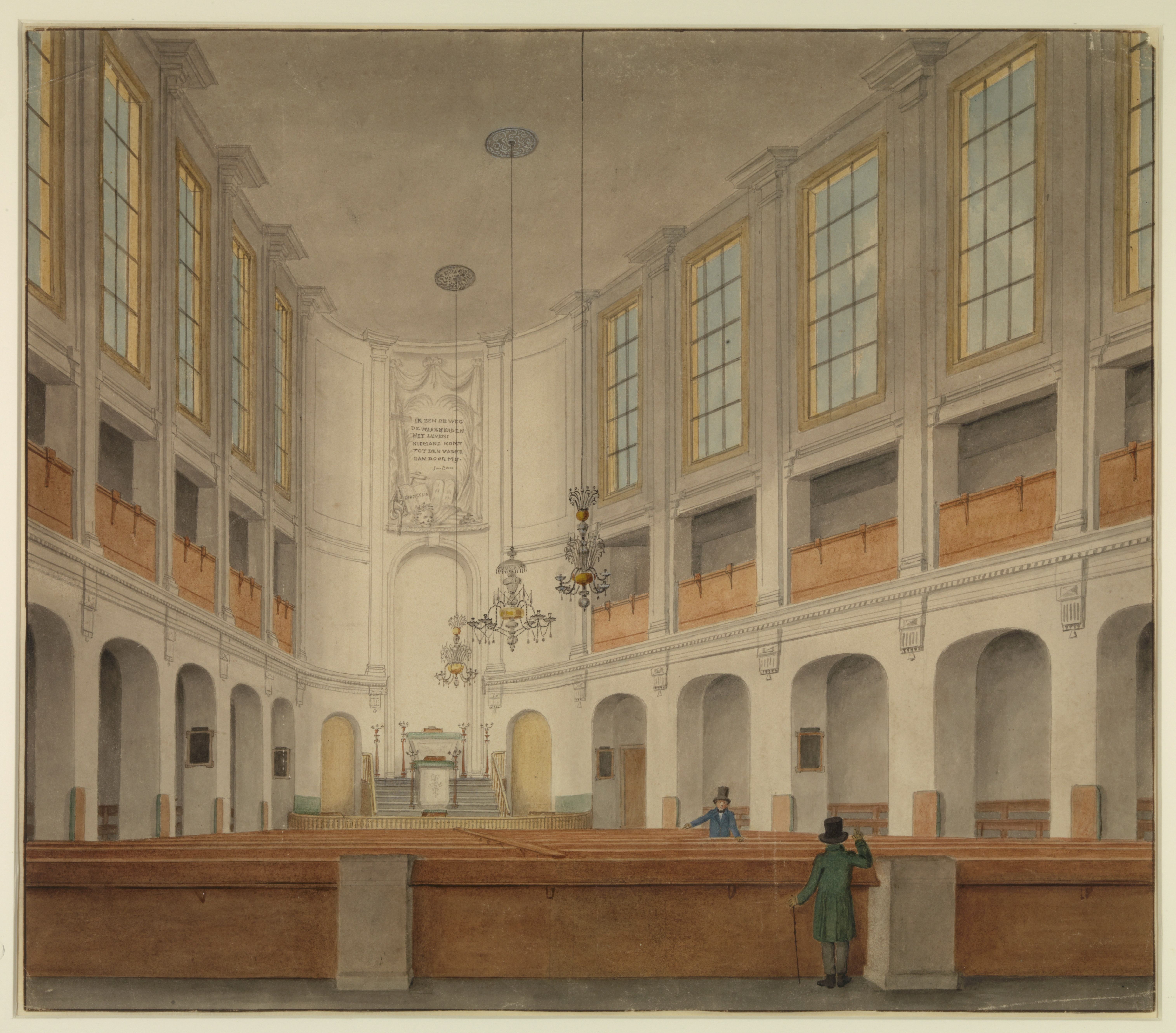
Interieur Christo Sacrum door Isaac van Haastert, coll. SA Delft
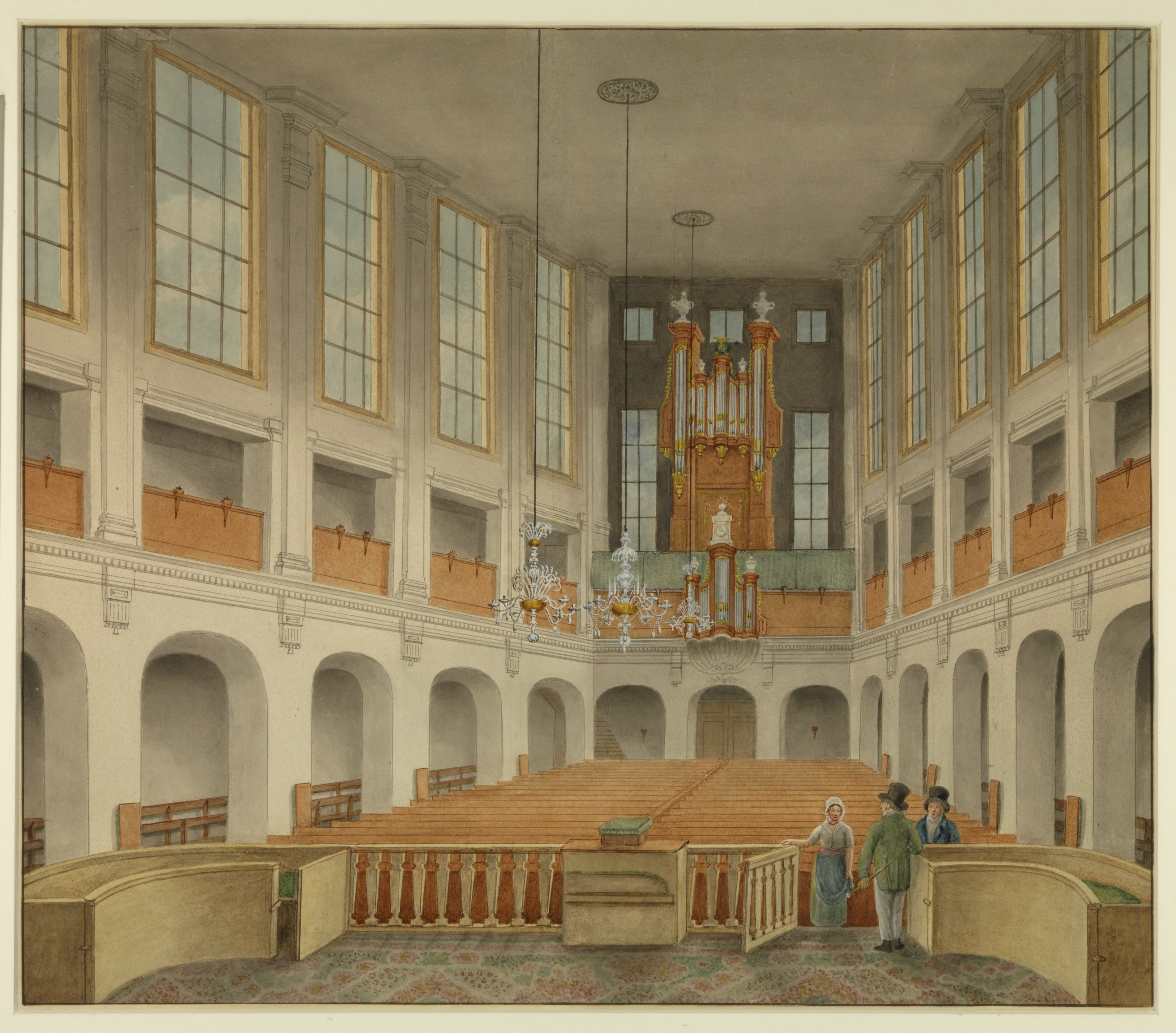
Interieur van Christo Sacrum door Isaac van Haastert , coll. SA Delft